# Kiyoshi Asai
Kiyoshi Asai (jap. 浅井浄 Asai Kiyoshi; ur. 6 lutego 1940) – japoński lekkoatleta, sprinter.
Podczas igrzysk olimpijskich w Tokio (1964) japońska sztafeta 4 × 100 metrów z Asaim w składzie odpadła w półfinale z czasem 40,6.
Srebrny medalista uniwersjady (1961) i igrzysk azjatyckich (1962) w tej konkurencji.
Trzykrotny rekordzista Japonii w sztafecie 4 × 100 metrów:
- 41,2 (2 września 1961, Sofia)[3]
- 40,9 (10 listopada 1963, Kitakyūshū)[3]
- 40,4 (5 września 1964, Tokio)[3]

## Rekordy życiowe
- Bieg na 100 metrów – 10,5 (1963)